# Karlstad Bandy
Karlstad Bandy bildades under våren 2012. Föreningen gick tidigare under namnet BS BolticGöta Ungdom, men sedan våren 2012 har föreningen antagit nya stadgar och bytt namn.
Föreningen bedriver ungdomsbandy och har ett samarbetsavtal med Mosseruds GF där föreningarna har ett gemensamt seniorlag i Division 2 i bandy under namnet Karlstad Bandy.